# 現代豪放女
《現代豪放女》是香港電影，1985年由香港邵氏電影公司出品，導演楊權，主要演員有張國柱、徐淑媛、湯鎮宗、玄智慧、曹查理等人。

## 劇情大綱
富商馬裕章（張國柱飾）有意競選議員，而友人建議已婚身份會對議員身份有幫助，馬即開始對模特兒天娜（徐淑媛飾）展開熱烈追求。婚後馬裕章以工作繁忙為由，和天娜展開無性生活。由於婚後天娜一直閒置在家，馬聽其助手建議替天娜開設模特兒訓練中心，希望藉由工作能降低天娜在房事上的要求。天娜在一次無意間發現，馬沒有性生活，竟因爲他是同性戀者。這時中心的阿sam（湯鎮宗飾）對天娜表達愛意，隨即發生關係。馬得知後買兇殺人。天娜得知阿sam死亡後，找記者揭露馬為同性戀者。馬和助手躲進房間內舉槍自殺。丈夫、愛人接連離世，天娜倍感無限空虛。

## 劇中人物
- 馬裕章（張國柱）
- 天娜（徐淑媛）
- 阿sam（湯鎮宗）
- 何老總（曹查理）

## 外部連結
- 香港影庫上《現代豪放女》的資料（繁體中文）
- 開眼電影網上《現代豪放女》的資料（繁體中文）
- 豆瓣电影上《現代豪放女》的資料 （简体中文）
- AllMovie上《現代豪放女》的资料（英文）
- 互联网电影数据库（IMDb）上《現代豪放女》的资料（英文）